# Bruin porseleinhoen
Het bruin porseleinhoen (Zapornia fusca synoniem: Porzana fusca) is een vogel uit de familie van de rallen (Rallidae).

## Verspreiding en leefgebied
Deze soort komt wijdverspreid voor in Azië en telt vier ondersoorten:
- Z. f. fusca: van Pakistan en noordelijk India tot Maleisië, Indonesië en de Filipijnen.
- Z. f. zeylonica: westelijk en zuidwestelijk India en Sri Lanka.
- Z. f. phaeopyga: Riukiu-eilanden (Japan).
- Z. f. erythrothorax: van zuidoostelijk Siberië tot noordoostelijk China, Korea, Japan en Taiwan.